# Polymartium
Polymartium est un ancien évêché de l'Église catholique romaine, aujourd'hui désaffecté.
Son nom est utilisé comme siège titulaire pour un évêque chargé d'une autre mission que la conduite d'un diocèse contemporain.
Il est actuellement porté par un nonce apostolique, Thomas Gullickson.

## Situation géographique
La ville de Polymartium correspond à la ville contemporaine de Bomarzo, dans la province italienne du Lazio.

## Liste des évêques contemporains titulaires de ce diocèse
| Début      | Fin        | Nat.       | Nom                    | Fonction exercée                 |
| ---------- | ---------- | ---------- | ---------------------- | -------------------------------- |
| 17/05/1969 | 31/10/1969 | Nicaragua  | Isidro Oviedo y Reyes  | Évêque émérite de León           |
| 15/11/1969 | 24/10/1971 | Kenya      | Maurice Michael Otunga | Archevêque coadjuteur de Nairobi |
| 09/10/1979 | 22/05/1982 | France     | Henri Delrue           | Évêque auxiliaire de Reims       |
| 19/06/1982 | 23/07/1988 | Italie     | Rosario Mazzola        | Évêque auxiliaire de Palerme     |
| 23/03/1989 | 31/05/2004 | Italie     | Ciriaco Scanzillo      | Évêque auxiliaire de Naples      |
| 02/10/2004 |            | États-Unis | Thomas Gullickson      | Nonce apostolique                |

## Sources
- Ressource relative à la religion :   - Catholic Hierarchy